# Jin Ling (friidrottare)
Jin Ling, född 25 januari 1967, är en friidrottare från Kina. Hon deltog vid olympiska sommarspelen 1988.